# Kkondae Intern
Kkondae Intern (hangul: 꼰대인턴; RR: Kkondaeinteon) es una serie de televisión surcoreana del año 2020, dirigida por Nam Sung-woo y protagonizada por Park Hae-jin y Kim Eung-soo. Se emitió a partir del 20 de mayo de 2020, los miércoles y jueves en MBC TV.

## Sinopsis
Kkondae Intern es una comedia de oficina que describe la venganza de un hombre contra el que había sido anteriormente su jefe.
Ka Yeol-chan (Park Hae-jin) tuvo una mala experiencia durante su período de prácticas debido a un jefe desagradable y autoritario. Dejó su trabajo y comenzó a trabajar en una empresa de ramen. Trabajando duramente, desarrolla un fideo de pollo que se convierte en un producto de calidad superior y por ello alcanza el cargo de director general.
Lee Man-sik (Kim Eung-soo) es un manager en el Departamento de Ramen Ongol, y tiene fama de ser un sénior terrible.
Después de 30 años en la compañía, pierde la esperanza de ser ascendido a una posición ejecutiva antes de su jubilación. Así que  intenta y logra ser admitido a prueba como sénior en Junsu Food.
Por un revés del destino, ahora Lee Man-sik empieza a trabajar en la misma compañía y como subordinado de Ka Yeol-chan.

## Reparto

### Principal
- Park Hae-jin como Ka Yeol-chan.[6]
- Kim Eung-soo como Lee Man-sik.[7]

### Secundario
- Han Ji-eun como Lee Tae-ri. Hija de Lee Man-sik. Una de los tres becarios que se unen al equipo de ventas y marketing de Joonsu Food.[8]
- Park Ki-woong como Namgoong Joon-soo. Presidente de Joonsu Food. Hijo de Namgoong Pyo.[9]
- Park Ah-in como Tak Jung-eun. Trabajadora contratada del equipo de ventas y marketing de Joonsu Food. Exnovia de Ka Yeol-Chan.[10]
- Noh Jong-hyun como Joo Yoon-soo. Uno de los tres becarios que se unen al equipo de ventas y marketing de Joonsu Food.[11]
- Go Geon-han como Oh Dong-geun.[12]
- Kim Hyun-mok como Park Cheol-min.
- Hong Seung-bum como Kim Seung-jin.
- Kim Sun-young como Koo Ja-sook.
- Son Jong-hak como An Sang-jong.
- Ko In-beom como Namgoong pyo. Presidente de Joonsu Food. Padre de Namgoong Joon-soo.
- Kim Ki-cheon como Eom Han-gil.
- Moon Sook como Ok-kyung.
- Jang Sung-kyu como Park Beom-jun.
- Choi Moo-sung como el presidente Paeng Ho-joon.

### Apariciones especiales
- Lee Min-ji como Kim Mi-jin (ep. 1 y 8).
- Jung Young-joo como Eun Hye-su.[13]

## Banda sonora original
| Parte   | Artista       | Título          | Fecha de publicación |
| ------- | ------------- | --------------- | -------------------- |
| Parte 1 | Young Tak     | Kkondae Latte   | 21 de mayo de 2020   |
| Parte 2 | Lee Chan-won  | Fate in Time    | 27 de mayo de 2020   |
| Parte 3 | Kim Hee-jae   | Uphill          | 4 de junio de 2020   |
| Parte 4 | Lee Soo-young | Shine Bright    | 10 de junio de 2020  |
| Parte 5 | Jang Min-ho   | Hit The Jackpot | 18 de junio de 2020  |

## Índices de audiencia
- En esta tabla, en azul aparecen los índices más bajos y en rojo los índices más altos.
- N/D indica falta de datos.

| Ep.    | Fecha de emisión    | Índice de audiencia | Índice de audiencia | Índice de audiencia |
| Ep.    | Fecha de emisión    | AGB Nielsen         | AGB Nielsen         | TNmS                |
| Ep.    | Fecha de emisión    | Nacional            | Seúl                | Nacional            |
| ------ | ------------------- | ------------------- | ------------------- | ------------------- |
| 1      | 20 de mayo de 2020  | 4.4%                | 4.9%                | 4.9%                |
| 2      | 20 de mayo de 2020  | 6.5%                | 7.2%                | 6.9%                |
| 3      | 21 de mayo de 2020  | 3.5%                | N/D                 | N/D                 |
| 4      | 21 de mayo de 2020  | 4.7%                | 4.6%                | N/D                 |
| 5      | 27 de mayo de 2020  | 4.2%                | 4.5%                | N/D                 |
| 6      | 27 de mayo de 2020  | 6.4%                | 7.0%                | 7.1%                |
| 7      | 28 de mayo de 2020  | 3.7%                | 3.7%                | N/D                 |
| 8      | 28 de mayo de 2020  | 4.9%                | 4.9%                | 4.4%                |
| 9      | 3 de junio de 2020  | 4.9%                | 5.4%                | 5.1%                |
| 10     | 3 de junio de 2020  | 5.1%                | 7.1%                | 6.5%                |
| 11     | 4 de junio de 2020  | 4.8%                | 5.5%                | N/D                 |
| 12     | 4 de junio de 2020  | 6.3%                | 6.9%                | 6.5%                |
| 13     | 10 de junio de 2020 | 5.6%                | 6.4%                | N/D                 |
| 14     | 10 de junio de 2020 | 7.1%                | 8.2%                | 5.5%                |
| 15     | 11 de junio de 2020 | 4.4%                | 4.8%                | N/D                 |
| 16     | 11 de junio de 2020 | 5.8%                | 6.0%                | 5.9%                |
| 17     | 17 de junio de 2020 | 4.1%                | N/D                 | N/D                 |
| 18     | 17 de junio de 2020 | 5.5%                | 6.1%                | 5.1%                |
| 19     | 18 de junio de 2020 | 5.1%                | 5.8%                | N/D                 |
| 20     | 18 de junio de 2020 | 6.1%                | 6.8%                | 5.6%                |
| 21     | 24 de junio de 2020 | 4.8%                | 5.5%                | 5.5%                |
| 22     | 24 de junio de 2020 | 6.6%                | 7.5%                | 6.8%                |
| 23     | 1 de julio de 2020  | 4.9%                | 5.3%                | 5.6%                |
| 24     | 1 de julio de 2020  | 6.2%                | 6.8%                | 6.8%                |
| Índice | Índice              | 5.2%                | —                   | —                   |

## Premios y candidaturas
| Año  | Premio           | Categoría                                                     | Candidato                   | Resultado  | Ref.   |
| ---- | ---------------- | ------------------------------------------------------------- | --------------------------- | ---------- | ------ |
| 2020 | MBC Drama Awards | Gran Premio (Daesang)                                         | Park Hae-jin                | Ganador    | [ 15 ] |
| 2020 | MBC Drama Awards | Serie del año                                                 | Kkondae Intern              | Ganadora   | [ 15 ] |
| 2020 | MBC Drama Awards | Premio de Excelencia, Actor en miniserie de miércoles-jueves  | Kim Eung-soo                | Ganador    | [ 15 ] |
| 2020 | MBC Drama Awards | Premio de Excelencia, Actor en miniserie de miércoles-jueves  | Park Hae-jin                | Candidato  | [ 15 ] |
| 2020 | MBC Drama Awards | Premio de Excelencia, Actor en miniserie de miércoles-jueves  | Park Ki-woong               | Candidato  | [ 15 ] |
| 2020 | MBC Drama Awards | Premio de Excelencia, Actriz en miniserie de miércoles-jueves | Han Ji-eun                  | Candidata  | [ 15 ] |
| 2020 | MBC Drama Awards | Mejor actriz secundaria                                       | Kim Sun-young               | Ganadora   | [ 15 ] |
| 2020 | MBC Drama Awards | Mejor actor revelación                                        | Noh Jong-hyun               | Candidato  | [ 15 ] |
| 2020 | MBC Drama Awards | Mejor pareja                                                  | Park Hae-jin y Kim Eung-soo | Candidatos | [ 15 ] |